# 용산구의 행정 구역
용산구의 행정 구역은 16개의 행정동으로 이루어져 있으며, 전체 면적은 21.87km3이다. 용산구의 인구는 2018년 2분기를 기준으로 108,516 세대, 245,245명이다.

## 행정 구역

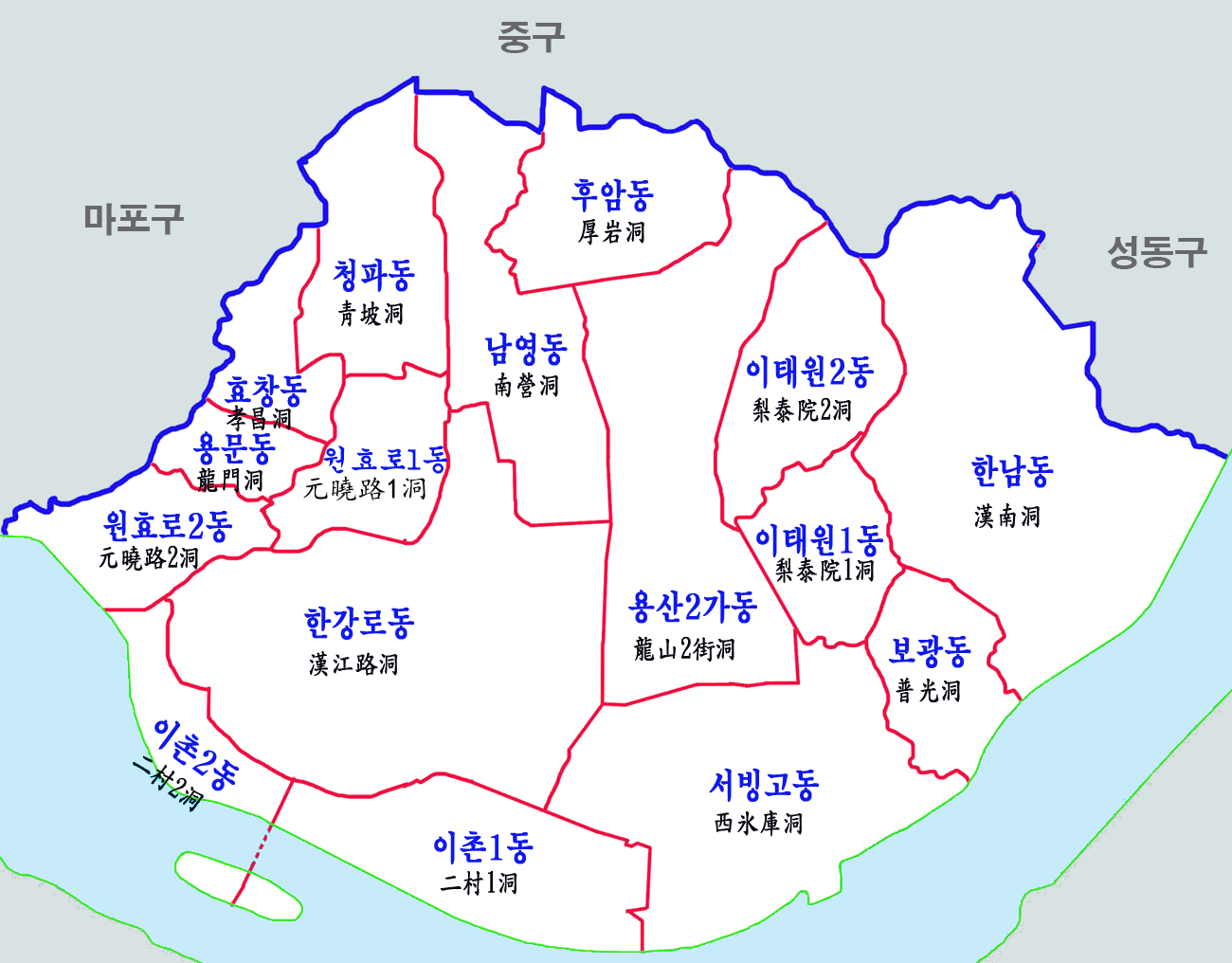

| 행정동      | 한자        | 면적  | 세대    | 인구    |
| ----------- | ----------- | ----- | ------- | ------- |
| 후암동      | 厚岩洞      | 0.86  | 8,532   | 18,861  |
| 용산2가동   | 龍山2街洞   | 1.96  | 5,539   | 12,225  |
| 남영동      | 南營洞      | 1.19  | 5,445   | 8,481   |
| 청파동      | 靑坡洞      | 0.91  | 10,573  | 21,110  |
| 원효로제1동 | 元曉路第1洞 | 0.7   | 7,180   | 15,764  |
| 원효로제2동 | 元曉路第2洞 | 0.7   | 6,014   | 15,149  |
| 효창동      | 孝昌洞      | 0.43  | 3,734   | 9,117   |
| 용문동      | 龍門洞      | 0.28  | 5,337   | 12,834  |
| 한강로동    | 漢江路洞    | 2.87  | 9,347   | 18,927  |
| 이촌제1동   | 二村第1洞   | 2.86  | 10,127  | 29,077  |
| 이촌제2동   | 二村第2洞   | 1.22  | 3,857   | 9,236   |
| 이태원제1동 | 梨泰院第1洞 | 0.57  | 3,869   | 8,789   |
| 이태원제2동 | 梨泰院第2洞 | 0.8   | 4,906   | 10,989  |
| 한남동      | 漢南洞      | 2.99  | 10,914  | 23,964  |
| 서빙고동    | 西氷庫洞    | 2.82  | 5,345   | 14,377  |
| 보광동      | 普光洞      | 0.7   | 7,797   | 16,345  |
| 용산구      | 龍山區      | 21.87 | 108,516 | 245,245 |

## 개요

| 행정동      | 법정동               | 설명 |
| ----------- | -------------------- | --- |
| 후암동      | 후암동(厚岩洞)       | 조선시대 초기에는 한성부 성저십리(城底十里) 지역이었고, 1751년에 한성부 남부 둔지방(屯芝坊) 전생서(典牲署) 내계(內契)와 외계(外契)에 속하였다. 1914년 경성부 서부에 편입되면서 삼판통(三坂通)으로 되었고, 1943년 용산구에 편입되었다. 1946년 후암동으로 바뀌었다. |
| 남영동      | 갈월동(葛月洞)       | 조선 초기에 한성부 성저십리(城底十里), 1867년에 한성부 용산방(龍山坊)에 속하였으며, 한말에 고양군(高陽郡) 한지면(漢芝面) 갈월리가 되었다가 1914년 경성부의 관할구역 명칭 변경시 강기정(岡岐町)이 되었다. 1943년 구제(區制) 실시에 따라 경성부 용산구 강기정이 되었다가 1946년 갈월동이 되었다. |
| 남영동      | 남영동(南營洞)       | 조선 초에는 한성부 성저십리(城底十里) 지역이었고, 1751년에 한성부 남부 둔지방(屯芝坊) 이태원계(梨泰院契)의 일부가 되었다. 1914년에는 경성부 한강통(漢江通)이라 불렸고, 1941년에 연병정(練兵町)으로 되었다. 1943년 용산구에 편입되었고, 1946년 남영동으로 바뀌었다. |
| 남영동      | 동자동(東子洞)       | 1867년에 한성부 서부 반석방(盤石坊)에, 1894년 갑오개혁 당시 행정구역 개편 때는 서서(西署) 반석방·용산방, 남서 둔지방(屯芝坊)에 속하였다. 1914년 경성부의 관할구역 및 명칭 변경시 고시정(古市町)이 되었으며, 1943년 구제(區制) 실시에 따라 경성부 서대문구 고시정이 되었다가, 1946년 중구 동자동이 되었다. 1975년 구(區)의 관할 지역 변경으로 용산구 동자동이 되었다.                                                                 |
| 남영동      | 용산동1가(龍山洞1街) | 조선시대 초에는 한성부 성저십리(城底十里) 지역이었고, 1751년에 한성부 남부 둔지방에 속하였다. 용산동2가 지역은 1914년에는 경성부 한강통(漢江通)으로 불리다가 1941년 용산정2정목(龍山町2丁目)으로 되었다. 1943년 용산구에 편입되었고, 1946년 용산동2가로 바뀌었다. 용산동4가 지역은 1914년에는 고양군 한지면(漢芝面)에, 1936년 경성부 둔지정(屯芝町)에 속하였고, 1941년 용산정4정목으로 불리다가 1946년 용산동4가로 바뀌었다.         |
| 용산2가동   | 용산동2가(龍山洞2街) | 조선시대 초에는 한성부 성저십리(城底十里) 지역이었고, 1751년에 한성부 남부 둔지방에 속하였다. 용산동2가 지역은 1914년에는 경성부 한강통(漢江通)으로 불리다가 1941년 용산정2정목(龍山町2丁目)으로 되었다. 1943년 용산구에 편입되었고, 1946년 용산동2가로 바뀌었다. 용산동4가 지역은 1914년에는 고양군 한지면(漢芝面)에, 1936년 경성부 둔지정(屯芝町)에 속하였고, 1941년 용산정4정목으로 불리다가 1946년 용산동4가로 바뀌었다.         |
| 용산2가동   | 용산동4가(龍山洞4街) | 조선시대 초에는 한성부 성저십리(城底十里) 지역이었고, 1751년에 한성부 남부 둔지방에 속하였다. 용산동2가 지역은 1914년에는 경성부 한강통(漢江通)으로 불리다가 1941년 용산정2정목(龍山町2丁目)으로 되었다. 1943년 용산구에 편입되었고, 1946년 용산동2가로 바뀌었다. 용산동4가 지역은 1914년에는 고양군 한지면(漢芝面)에, 1936년 경성부 둔지정(屯芝町)에 속하였고, 1941년 용산정4정목으로 불리다가 1946년 용산동4가로 바뀌었다.         |
| 한강로동    | 용산동3가(龍山洞3街) | 조선시대 초에는 한성부 성저십리(城底十里) 지역이었고, 1751년에 한성부 남부 둔지방에 속하였다. 용산동2가 지역은 1914년에는 경성부 한강통(漢江通)으로 불리다가 1941년 용산정2정목(龍山町2丁目)으로 되었다. 1943년 용산구에 편입되었고, 1946년 용산동2가로 바뀌었다. 용산동4가 지역은 1914년에는 고양군 한지면(漢芝面)에, 1936년 경성부 둔지정(屯芝町)에 속하였고, 1941년 용산정4정목으로 불리다가 1946년 용산동4가로 바뀌었다.         |
| 한강로동    | 용산동5가(龍山洞5街) | 조선시대 초에는 한성부 성저십리(城底十里) 지역이었고, 1751년에 한성부 남부 둔지방에 속하였다. 용산동2가 지역은 1914년에는 경성부 한강통(漢江通)으로 불리다가 1941년 용산정2정목(龍山町2丁目)으로 되었다. 1943년 용산구에 편입되었고, 1946년 용산동2가로 바뀌었다. 용산동4가 지역은 1914년에는 고양군 한지면(漢芝面)에, 1936년 경성부 둔지정(屯芝町)에 속하였고, 1941년 용산정4정목으로 불리다가 1946년 용산동4가로 바뀌었다.         |
| 한강로동    | 한강로1가(漢江路1街) | 1914년 일제식 동명을 제정하였을 때 신초리, 신촌리와 함께 한강통(漢江通)이 되었고, 1946년 일제식 동명 일소로 한강로로 되었다. 한강로1가에 있는 삼각지란 한강, 서울역, 이태원 방면으로 통하는 세모진 땅이라는 데에서 나온 지명이다. 한강로2가는 러일전쟁의 개전과 함께 일본군이 주둔하고 기지촌이 형성되었던 곳으로 한강나루터로 나가는 평평한 사원지대로 큰물이 나면 잠겼다.                                                          |
| 한강로동    | 한강로2가(漢江路2街) | 1914년 일제식 동명을 제정하였을 때 신초리, 신촌리와 함께 한강통(漢江通)이 되었고, 1946년 일제식 동명 일소로 한강로로 되었다. 한강로1가에 있는 삼각지란 한강, 서울역, 이태원 방면으로 통하는 세모진 땅이라는 데에서 나온 지명이다. 한강로2가는 러일전쟁의 개전과 함께 일본군이 주둔하고 기지촌이 형성되었던 곳으로 한강나루터로 나가는 평평한 사원지대로 큰물이 나면 잠겼다.                                                          |
| 한강로동    | 한강로3가(漢江路3街) | 1914년 일제식 동명을 제정하였을 때 신초리, 신촌리와 함께 한강통(漢江通)이 되었고, 1946년 일제식 동명 일소로 한강로로 되었다. 한강로1가에 있는 삼각지란 한강, 서울역, 이태원 방면으로 통하는 세모진 땅이라는 데에서 나온 지명이다. 한강로2가는 러일전쟁의 개전과 함께 일본군이 주둔하고 기지촌이 형성되었던 곳으로 한강나루터로 나가는 평평한 사원지대로 큰물이 나면 잠겼다.                                                          |
| 서빙고동    | 동빙고동(東氷庫洞)   | 조선시대 얼음창고 동쪽에 위치하여 명명되었다. 동빙고는 원래 성동구 옥수동에 있었는데, 연산군이 옥수동 일대를 사냥터로 정한 이유로 이곳으로 이전되었다 한다. |
| 서빙고동    | 서빙고동(西氷庫洞)   | 조선시대에 얼음을 저장하는 창고 서쪽에 위치하여 명명되었다. 서빙고는 조선 태조 때 예조에 소속된 얼음창고로 매년 음력 3월에서 9월까지 궁중의 수라간에 바치거나 고위 관리들에게 나누어 주었다. 볏짚으로 지붕을 이은 움집인 빙고 8동이 있었는데 서빙고가 동빙고보다 훨씬 규모가 컸으며 얼음을 저장하거나 개방할 때는 빙신인 현명에게 제사를 지냈다. 서빙고정(西氷庫町)은 1943년 용산구에 속하였고, 1946년 서빙고동으로 이름이 바뀌었다. |
| 서빙고동    | 주성동(鑄城洞)       | |
| 서빙고동    | 용산동6가(龍山洞6街) | ↑ 참고 |
| 청파동      | 서계동(西界洞)       | 서울역 뒤쪽 조선 세종 때 문신이자 학자인 최만리가 살았다하여 붙여진 만리동고개 일대에 위치한 서계동은, 조선 시대 작작굴, 배다리로 불리던 곳인데 일제 강점기 서계정(町)으로 칭하던 것이 광복 후 서계동으로 개칭하였다. 작작굴이라는 명칭은 용산강에서 욱천(旭川)을 거슬러온 볏집, 뗄감이 집하되어 신탄시장(薪炭市場)이 형성되었으며 이곳에 참새떼가 많이 모여들었다는 데서, 배다리골은 욱천에 놓였던 다리의 이름에서 유래되었다.      |
| 청파동      | 청파동1가(靑坡洞1街) | 연화봉(蓮花峰)이라는 푸른 야산에 위치한 데서 유래했다는 설과 조선 세종 때 명인인 청파 기건이 살았기 때문이라는 설이 있다. |
| 청파동      | 청파동2가(靑坡洞2街) | 연화봉(蓮花峰)이라는 푸른 야산에 위치한 데서 유래했다는 설과 조선 세종 때 명인인 청파 기건이 살았기 때문이라는 설이 있다. |
| 청파동      | 청파동3가(靑坡洞3街) | 연화봉(蓮花峰)이라는 푸른 야산에 위치한 데서 유래했다는 설과 조선 세종 때 명인인 청파 기건이 살았기 때문이라는 설이 있다. |
| 원효로제1동 | 문배동(文培洞)       | |
| 원효로제1동 | 신계동(新契洞)       | |
| 원효로제1동 | 원효로1가(元曉路1街) | |
| 원효로제1동 | 원효로2가(元曉路2街) | |
| 원효로제2동 | 원효로3가(元曉路3街) | |
| 원효로제2동 | 원효로4가(元曉路4街) | |
| 원효로제2동 | 신창동(新倉洞)       | |
| 원효로제2동 | 산천동(山泉洞)       | |
| 원효로제2동 | 청암동(淸岩洞)       | |
| 효창동      | 효창동(孝昌洞)       | |
| 용문동      | 도원동(桃園洞)       | |
| 용문동      | 용문동(龍門洞)       | |
| 이촌제1동   | 이촌동(二村洞)       | |
| 이촌제2동   | 이촌동(二村洞)       | |
| 이태원제1동 | 이태원동(梨泰院洞)   | |
| 이태원제2동 | 이태원동(梨泰院洞)   | |
| 한남동      | 한남동(漢南洞)       | |
| 보광동      | 보광동(普光洞)       | |

## 역사
고려 말 과주(果州, 과천군)에 속했던 곳으로 한양부로 불리었다. 조선 초에는 한성부에 속했으며, 조선 말에는 용산방 지역이 되었다. 1896년 한성부 용산방으로 시작하여 1910년 조선총독부에 의해 한성부가 경성부로 개칭되면서, 경기도에 편입되었다. 1911년 용산방이 용산면이 되었다.
1914년 고양군 용강면 여율리→영등포출장소 이속, 경성부 용산출장소(치소-신계동, 청엽정1~3정목, 원정1~4정목, 금정, 미생정, 경정, 대도정, 영정, 청수정, 산수정, 암근정, 도화정, 강기정, 삼판통, 한강통, 마포동, 이촌동), 용산면의 일부는 고양군 용강면으로 개편되었다.
- 1943년 6월 10일 : 구제 실시에 따라 경기도 경성부 용산구가 설치되었다. 이때의 행정구역은 삼판통, 용산정2정목(龍山町2丁目), 용산정4정목, 연병정, 강기정(岡崎町), 경정, 서빙고정(西氷庫町), 용산정1정목~5정목이다.[1]
- 1944년 11월 1일 : 새로 설치된 마포구로 도화정 등이 편입되었다.[2]

1943년-용산출장소를 용산구역소로 개칭,
 1945년-용산구역소를 용산구로 개칭,

| 개편 전                                               | 개편 후                                               |
| ----------------------------------------------------- | ----------------------------------------------------- |
| 용산구 도화정, 마포정, 용강정, 토정정, 대흥정, 염리정 | 마포구 도화정, 마포정, 용강정, 토정정, 대흥정, 염리정 |

- 1949년 : 서울특별시 지역
- 1975년 10월 1일 : 한남동 일부가 중구로 편입되었고, 중구 동자동, 도동1가, 도동2가 지역이 용산구로 편입되었다.[3]
- 1985년 9월 1일 : 도동1가를 동자동으로, 도동2가를 후암동으로 병합함[4]